# Colonia 24 de Febrero
Colonia 24 de Febrero är en ort i Mexiko.   Den ligger i kommunen Guasave och delstaten Sinaloa, i den västra delen av landet, 1 200 km nordväst om huvudstaden Mexico City. Colonia 24 de Febrero ligger 17 meter över havet och antalet invånare är 1 486.
Terrängen runt Colonia 24 de Febrero är mycket platt. Runt Colonia 24 de Febrero är det ganska tätbefolkat, med 100 invånare per kvadratkilometer. Närmaste större samhälle är Leyva Solano, 2,0 km nordost om Colonia 24 de Febrero. Trakten runt Colonia 24 de Febrero består till största delen av jordbruksmark.